# 乐正龙牙
乐正龙牙是上海禾念制作的虚构人物，围绕其一系列运行于各歌声合成软件的歌声库展开，由中国插画师ideolo创作造型，由中国配音演员张杰配音。乐正龙牙最初作为洛天依的配角公布，在故事中是主唱天依所在乐队的鼓手，之后转为Vsinger的虚拟歌手开发。

## 特征
乐正龙牙的年龄二十三岁，身高一米八，生日在10月2日，代表色是#006666，乐正绫的哥哥，乐正集团的少爷，大学生，有一只能化身架子鼓的音之精灵“呗辰”。龙牙的象征物是中国五声音阶中的“徵”，代表符号是梵文，项目制作人Jarryestel引用《汉书·律历志》中的“時為春，春之為言蠢蠢動也。位在東方。其色青。其音角，角者，氣動耀也。”来体现乐正龙牙的性格和他作为角色给人的印象。

## 歌声库
| 年份                       | 标题                             | 歌声库                                    | 引擎       | 平台                        | 操作系统      |
| 歌声合成                   | 歌声合成                         | 歌声合成                                  | 歌声合成   | 歌声合成                    | 歌声合成      |
| -------------------------- | -------------------------------- | ----------------------------------------- | ---------- | --------------------------- | ------------- |
| 2017年                     | 《Vocaloid 4 Library：乐正龙牙》 | - Yuezhenglongya_Chun - Yuezhenglongya_Ya | Vocaloid 4 | Vocaloid 4 Editor及最高版本 | Windows       |
| 尚待宣布                   | 尚待宣布                         | - 乐正龙牙                                | ACE AI     | ACE Studio                  | Windows macOS |
| 语音版本皆为现代标准汉语。 |                                  |                                           |            |                             |               |

Vocaloid是日本乐器生产企业雅马哈基于波形拼接开发的歌声合成技术，ACE AI是中国大陆软件公司时域科技基于深度神经网络开发的歌声合成技术。
- 《Vocaloid 4 Library：乐正龙牙》是上海禾念开发，在2017年5月10日发行的Vocaloid歌声库组合插件，此组合包含两部不同音色的歌声库“醇”和“雅”，官方说明“醇”有着稳重的歌声，[2]“雅”有着温柔的歌声，[3]“醇”的推荐音域在B1至A3之间，“雅”在A1至F3之间，两部歌声库的推荐节奏都在每分钟70至180拍之间，安装在Vocaloid 4 Editor可支持交叉合成。

- 「乐正龙牙」（通常乐正龙牙AI）是运行在歌声合成软件ACE Studio的在线歌声库，待公开测试。

## 发展
乐正龙牙的原型是在第一届Vocaloid China Project征集活动中网友Aya提交的人物样稿“牙音”，2012年1月17日，上海禾念宣布牙音和其他四副人物样稿入围。2012年3月22日，上海禾念公布了由中国插画师ideolo以牙音等入围角色为原型创作的「乐正龙牙」等五名新角色。2015年7月30日，Vsinger公布为乐正龙牙开发Vocaloid歌声库的计划。2015年10月2日，公布配音者为中国配音演员张杰。2016年10月2日，公布软件开发已接近尾声。2016月4日，负责人人形兔表示软件开发已全数完毕，并在官方的淘宝直播上首次展示了龙牙的声音——一首中国民歌茉莉花的清唱。2017年2月10日及翌日，公布软件包含一部常音“醇”及一部弱音“雅”。同时，人形兔表示强音在制作计划当中，但考虑到墨清弦和徵羽摩柯的制作档期便被推迟。2017年5月10日，龙牙的Vocaloid歌声库开启预售，并于6月16日结束。

## 音乐作品

### 合辑
| 标题       | 专辑详情                                                        | 销量         |
| ---------- | --------------------------------------------------------------- | ------------ |
| 《夜游会》 | - 发行日期：2020年10月2日 - 唱片公司：上海禾念 - 格式：数字下载 | - CHN：5,357 |